# Muhammad I. Granadský
Abú Abdulláh Muhammad ibn Jusuf ibn Nasr, také známý jako Ibn al-Ahmar, (arabsky أبو عبد الله محمد بن يوسف بن نصر‎, Ahmar - Ryšavec, neboť měl rusý plnovous) (1195 – 22. ledna 1273) byl první vládce emirátu Granada, posledního nezávislého muslimského státu na Pyrenejském poloostrově, a zakladatel dynastie Nasrovců. Žil v době, kdy křesťanská království Pyrenejského poloostrova, zejména Portugalsko, Kastilie a Aragonie expandovala na území obývané muslimy, nazývané Al-Andalus.
V roce 1232 se Muhammad I. vzbouřil proti faktickému vůdci španělských muslimů Ibn Hudovi a převzal kontrolu nad svým rodným městem Arjona. Podařilo se mu sice ovládnout i Córdobu a Sevillu, ale obě města nakonec ztratil, a byl donucen přijmout Ibn Hudovu svrchovanost. Dokázal si udržet pouze Arjonu a Jaén. V roce 1236 Ibn Huda opět zradil, a to tak, že pomohl králi Ferdinandovi III. Kastilskému dobýt Córdobu. V následujících letech se mu pak podařilo získat kontrolu nad městy na jihu, včetně Granady (1237), Almeríjy (1238) a Málagy (1239). V roce 1244 ztratil Arjonu, načež o dva roky později s Ferdinandem uzavřel takzvanou Jaénskou dohodu, podle které se na oplátku za 20leté příměří vzdal Jaénu.
V následujících 18 letech Muhammad postupně upevňoval své postavení a s Kastilci udržoval relativně mírové vztahy. V roce 1248 Kastilii dokonce pomohl tak, že ze Sevilly nechal odvést muslimské obyvatele. Přátelské vztahy s Kastilií skončily roku 1264, kdy Muhammad podpořil revoltu muslimů žijících na kastilském území. V roce 1266 se proti němu vzbouřili jeho málažtí spojenci, přičemž pomoc našli u Ferdinandova nástupce Alfonse X. Kastilského. Muhammadovi se však podařilo přesvědčit vůdce kastilských vojsk Nuña González de Lara, aby se v Kastilii pokusil o převrat. Tento konflikt byl vyřešen až roku 1273, kdy Muhammad ve věku 77 či 78 let zemřel po pádu z koně. Jeho nástupcem se stal jeho syn Muhammad II.
Muhammadem založený Granadský emirát přetrval až do roku 1492, kdy jeho území anektovala Kastilie. Muhammad I. také postavil palácový komplex Alhambra, který byl využíván jako sídlo granadských emírů.